# Benjamín de Tudela
Benjamín de Tudela (hebreo: בִּנְיָמִין מִטּוּדֶלָה, /binjaˈmin miˈtudela/; n. Tudela, Reino de Navarra, 1130-1173) fue un viajero y escritor sefardí.

## Biografía
Poco se sabe de él, ya que la única fuente de que se dispone es su Libro de viajes. Aunque escritores no judíos le titulan frecuentemente como rabí, no existen pruebas concluyentes de que lo fuese. Hijo del rabí Jonás y hombre preparado, tenía formación en historia, además de ser conocedor del hebreo, arameo, griego, latín y árabe.  
Podría fijarse el inicio de sus viajes entre 1159 y 1167 (reinando en Navarra Sancho VI el Sabio) y su regreso en 1172-1173 (año 4933 del calendario judío). Según esto, sus viajes tuvieron una duración mínima de cinco años y una máxima de catorce. Esta última hipótesis parece la más probable, dado que su última etapa -desde que abandona Egipto hasta que llega a la península ibérica- duró por lo menos un año. 
Tampoco se conoce la finalidad de estos viajes, si bien parece que Benjamín de Tudela pudiera haber sido comerciante de piedras preciosas, puesto que consta que en más de una ocasión mostró vivo interés por el comercio del coral. En su viaje tomó contacto con las comunidades judías que se iba encontrando.
En total, visitó ciento noventa ciudades de Europa y Oriente, convirtiéndose en una de las primeras fuentes informativas sobre la demografía judía. Su interés se centró en los judíos y en su situación, describiendo personalidades, centros de estudios, población, formas de vida, dificultades y éxitos. También habla de los grandes acontecimientos políticos e históricos de su época.
Su Libro de viajes (Séfer Masaot), publicado en hebreo en Constantinopla en 1543, se basa en las notas e impresiones recogidas durante su largo periplo. Desde Tudela, en el sur de Navarra, desciende por el valle del Ebro: Zaragoza, Tortosa, Tarragona, Barcelona y penetra en Provenza a través de Gerona. Se embarca en Marsella y viaja a Génova, Pisa, Lucca y Roma, ciudad en la que debió detenerse durante un tiempo, a juzgar por el minucioso relato que ofrece de sus monumentos. Esta parte primera de su viaje es un buen testimonio de las tempranas vías romeas.
Deja Roma y se encamina hacia el sur, donde llega a Salerno. Embarca nuevamente en Otranto, pasa por la isla griega de Corfú, en el mar Jónico, y Arta. Atraviesa Grecia y se detiene en Constantinopla, de la que ofrece una viva descripción, de gran importancia para el conocimiento de las condiciones y situación socioeconómica de sus habitantes en aquel momento.

Mapa de la ruta realizada durante sus viajes.

Cruza el mar Egeo (islas Mitilene, Chíos, Samos, Rodas) hasta Chipre. Ya en tierra firme, pasa por Antioquía, Sidón y Tiro, entrando en Palestina por Acre, en aquellos momentos en manos de los cruzados. Recorre el país y describe detalladamente los Santos Lugares, dejando un documento de especial interés para el conocimiento de la Palestina de aquella época, con alusión a las diversas comunidades étnicas y religiosas de la zona, incluidas confesiones minoritarias, como los drusos.
De camino hacia el Norte, pasa por Tiberíades, Damasco, Alepo y Mosul, con un itinerario difícil de precisar. Llega a Bagdad, ciudad que describe con mayor extensión que cualquier otra. 

La ciudad de Bagdad es grande: diez millas de circunferencia alrededor de la ciudad. Es tierra de palmeras, huertas y vergeles como nos los hay en todo el país de Shinar. A ella vienen de todos los países con mercadería y en ella hay hombres sabios, filósofos conocedores de toda ciencia y magos conocedores de todo tipo de encantamiento.
Benjamín de Tudela

Es probable que viajara a lo largo y ancho de Mesopotamia y Persia, aunque en estos relatos abundan los materiales legendarios. Es improbable que se aventurase a traspasar estos ámbitos geográficos, aunque se esforzó por reunir noticias sobre las comunidades judías de lugares a los que no viajó, como Arabia (los oasis de Taima y Jáibar), Persia, Asia central, India o Ceilán, e incluso menciona la existencia de la judería de Kai Fong en China.

"El Exilarca concede permiso a todas las comunidades (israelitas) de Shinar, Persia, Jurasán, Shaba, que es Al-Yaman, Diarkalat, todo el país de Aram Naharayim, los habitantes de los montes de Ararat, del país de Alania,... el país de Siberia, todo el país de los turcomanos hasta los montes Ashvé, el país de Gurgan,... hasta las puertas de Samarcanda, el país del Tíbet y tierras de la India, para que todas estas comunidades se designen, cada una, un rabino y un chantre, pues ellos acuden a él para obtener la ordenación y permiso"
Benjamín de Tudela

Ya de vuelta, hace una admirable descripción de Egipto y en especial, de la vida de los judíos en El Cairo y Alejandría, ciudad en la que embarca para llegar a Sicilia. Nos da una descripción cuidadosa y pintoresca de Palermo. De allí, probablemente, regresa a la península por mar, aunque el itinerario finaliza con una idealizada visión de la vida judía de Alemania y del norte de Francia, basada tal vez en relatos que llegaron a sus oídos.

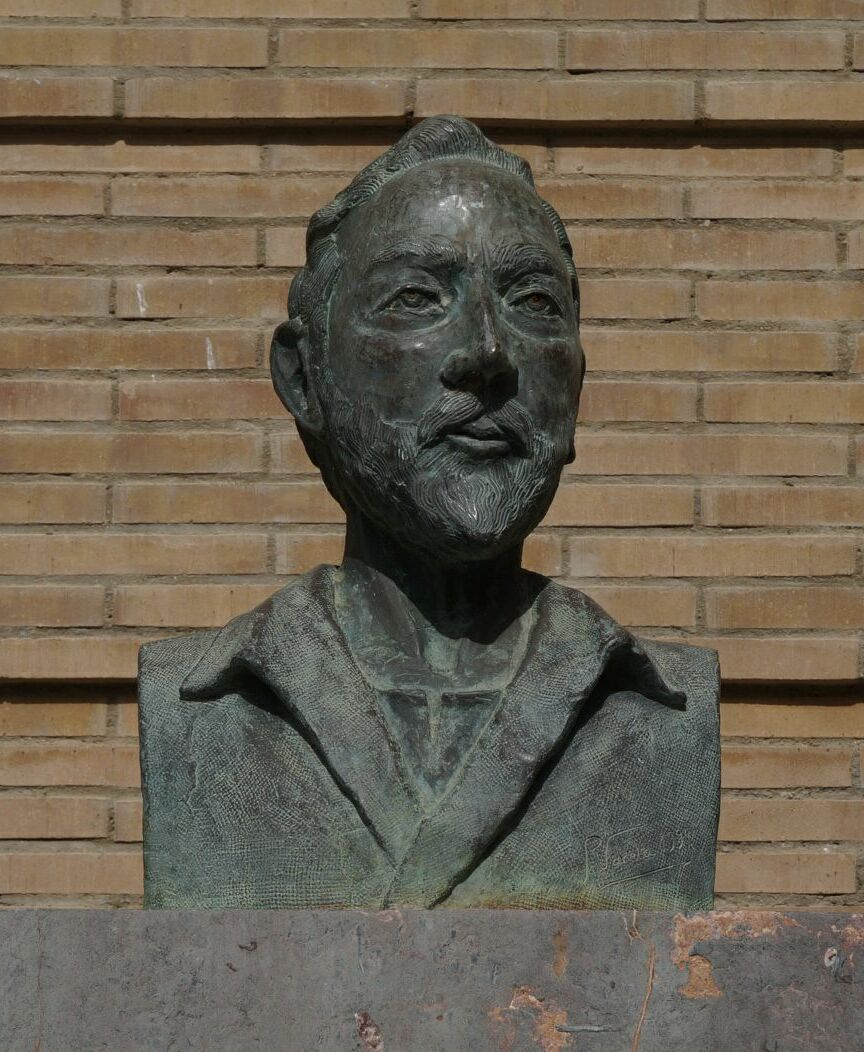
Busto de Benjamín de Tudela, en la plaza con su nombre, realizado por Ricardo Varela Andrés

## Ediciones
- Itinerario de Benjamín de Tudela. Traducción de Lorenzo Riber sobre la versión de Benito Arias Montano (Leipzig, 1764). Madrid, Real Academia Española, 1956, págs. 391-461 del Boletín de la Real Academia Española, t. XXXVI, cuad. CXLIX.[4]
- Viajes de Benjamín de Tudela: 1160-1173. Madrid, Junta para Ampliación de Estudios. Centro de Estudios Históricos, 1916. Trad. de Ignacio González Llubera.[5][6]
- Libro de viajes de Benjamín de Tudela. Versión castellana, introducción y notas por José Ramón Magdalena Nom de Déu. Riopiedras Ediciones, 1982. Colección "Biblioteca nueva Sefarad", nº 8.
- Vida y obra de Benjamín de Tudela : Libro de viajes. Gobierno de Navarra. Obra de Juan Cruz Alli Aranguren. Traducción de José María Rodríguez Ochoa (castellano) y Xabier Kintana (euskera). Fondo de Publicaciones, 1994. Colección "Personajes navarros", nº 6.[7]
- Libro de viajes. Ediciones y Libros, S.A., 2002. Colección "Biblioteca básica navarra", nº 7 de Diario de Navarra. Con prólogo de José Ramón Magdalena Nom de Déu titulado "Benjamín de Tudela, un navarro universal". ISBN 84-85112-30-X